# Audrius Šlekys
Audrius Šlekys (Kaunas, 2 aprile 1975 – Žiegždriai, 27 luglio 2003) è stato un calciatore lituano, di ruolo attaccante, scomparso all'età di 28 anni a seguito di un incidente stradale.

## Palmarès

### Club
- Campionato lituano: 5

Inkaras Kaunas: 1994-1995, 1995-1996
FBK Kaunas: 1999, 2001, 2002
- Coppa di Lituania: 2

Inkaras Kaunas: 1995
FBK Kaunas: 2002
- Supercoppa di Lituania: 2

Inkaras Kaunas: 1995
FBK Kaunas: 2002

### Individuale
- Capocannoniere dell'A Lyga: 1

2002 (19 gol)